# Gregory Jarvis
Gregory Bruce Jarvis (n. 24 august 1944, Detroit, Michigan, SUA – d. 28 ianuarie 1986, Cape Canaveral⁠(d), Florida, SUA) a fost un inginer american și astronaut NASA, care a murit în explozia navetei spațiale Challenger în timpul misiunii STS-51-L, din care făcea parte în calitate de specialist.